# Charco del Palo
Charco del Palo is een klein dorp aan de oostkust van Lanzarote, ter hoogte van Mala, in de gemeente Haría op de Canarische Eilanden.
Het dorpje is rond 1970 gesticht door de Duitse ondernemer Gregor Kaiser. Het is in de loop der tijd uitgegroeid tot een naturistisch verblijfsoord: overal in het dorp is naaktlopen toegestaan en gangbaar. Door de geïsoleerde ligging aan het einde van een twee kilometer lange, smalle toegangsweg verloopt dit probleemloos. Bezoekers zijn, in volgorde van aantallen, vooral Duitsers, Britten en Nederlanders.
De meeste bungalows en appartementen zijn privé-eigendom; vele worden via naturistische reisorganisaties verhuurd in de periodes dat de eigenaren er zelf niet verblijven.
Het dorpje heeft enkele restaurants (Lilli's Bar, Jardin Tropical, en La Tunera) en een supermarktje; deze zijn uitsluitend gekleed toegankelijk. Op de terrassen van de restaurants is naturisme wel toegestaan en gebruikelijk.
Het dorp ligt aan zee, maar er is daar geen strand. Wel zijn er, in twee beschutte baaien, zwem- en zongelegenheden aangelegd.